# Aureliano
Lúcio Domício Aureliano (Sérdica ou Sirmio, 9 de setembro de 214 – Cenofrúrio, outubro de 275) foi imperador do Império Romano de 270 a 275. De origens humildes, filho de um camponês e uma liberta que supostamente era sacerdotisa de Sol Invicto, ascendeu nas fileiras do exército sob Galiano (r. 253–268) e Cláudio Gótico (r. 268–270) e opôs-se a Quintilo, a quem sucede em setembro de 270 como imperador. Casou-se com Úlpia Severina, uma personalidade quase desconhecida, e com uma filha de nome incerto da imperatriz Zenóbia (r. 267–272).
Durante seu reinado, derrotou os alanos após uma devastadora guerra. Também derrotou os vândalos, jutungos, sármatas e carpos. Restaurou a fronteira oriental do Império Romano após derrotar a imperatriz Zenóbia (r. 267–272) e conquistar o Império de Palmira em 272/273 e em 274 conquistou o Império das Gálias, no Ocidente, ao derrotar o imperador Tétrico I (r. 270–274) na Batalha de Châlons. Suas vitórias no Oriente e Ocidente restauraram a integridade do Império Romano e lhe renderam os títulos de "Restituidor do Oriente" e "Restituidor do Orbe", bem como foram celebradas em grande triunfo ocorrido em Roma em 274. Igualmente foi responsável pela construção das chamadas Muralhas Aurelianas em Roma e o abandono da província da Dácia em decorrência da crescente pressão dos povos bárbaros.
Seus sucessos foram instrumentais para o fim da chamada Crise do Terceiro Século, que se iniciou em 235 com a morte de Alexandre Severo (r. 222–235). Ele foi o segundo dos notadamente exitosos "imperadores soldados" conhecidos como "imperadores ilíricos" que ajudaram o Império Romano a restaurar seu poder e prestígio durante as últimas décadas do século III e começo do IV. G.Aureliano, em particular, foi celebrado por sua disciplina e conduta exemplar que exigia no exército, bem como pelas reformas que implementou em seu breve reinado. Reorganizou a economia, com uma reforma monetária que pretendia conter a desvalorização crescente da moeda, e fortaleceu o poder central. Ele também interveio no plano religioso com a introdução do culto a Sol Invicto, uma divindade originária de Palmira, identificada com o deus Mitra, que era muito popular entre os soldados.

## Titulatura

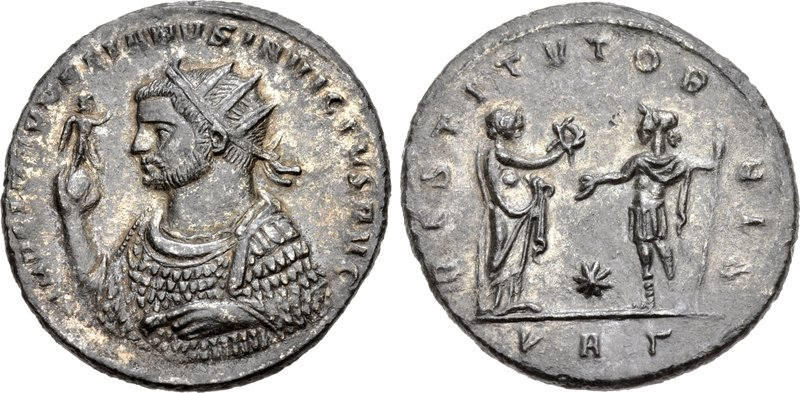
Antoniniano de Aureliano

Aureliano chamava-se Lúcio Domício Aureliano, como é possível atestar em sua cunhagem, bem como em algumas inscrições e papiros. Ao se tornar imperador, incorporou ao seu nome os títulos comuns de Imperador, César e Augusto. Porém, em seu reinado, também incorporou uma série de títulos que aludiam às vitórias contra inimigos específicos: Germânico Máximo, por sua vitória decisiva contra os jutungos, em 271; Gótico Máximo, por sua vitória decisiva nos Bálcãs, contra os godos, no mesmo ano; Pártico/Pérsico Máximo, por suas vitórias contra o Império de Palmira, em 272, sob o pretexto de que o Império Sassânida (Pérsia) auxiliava Palmira; Cárpico Máximo, pela vitória contra os carpos, no mesmo ano. Esses títulos são amplamente difundidos em inscrições por todo o Império Romano, inclusive na inscrição de 274, do prefeito urbano Vírio Órfito, em celebração ao triunfo de Aureliano naquele ano, e são os únicos a aparecer em papiros do Egito. Isso levou a que vários estudiosos considerassem que são os únicos pelos quais foi oficialmente reconhecido pelo senado.
Segundo Alaric Watson, mesmo se aceita a teoria majoritária, tem-se ciência da existência de outros títulos pelos quais Aureliano possivelmente foi designado: Arábico Máximo e Palmirênico Máximo, mas provavelmente trata-se do mesmo título, alusivo às vitórias de Aureliano contra Zenóbia, em Palmira; Dácico Máximo, em alusão às suas campanhas nos Bálcãs, em 272; Britânico Máximo, cuja associação a Aureliano é controversa; Sarmácico Máximo, cuja associação também é questionada; Armênico Máximo e Adiabênico Máximo, ambos citados na História Augusta mas hoje tratados como ficção. Em sua cunhagem, Aureliano comumente é referido pelos títulos Restituidor do Oriente e Restituidor da Orbe.

## Morte
Há evidências substanciais de que a esposa de Aureliano, Úlpia Severina , que foi declarada augusta em 274, pode ter governado o império por seu próprio poder por algum tempo após sua morte.